# Белл (лунный кратер)
Кратер Белл (лат. Bell) — крупный ударный кратер на обратной стороне Луны. Название дано в честь американского учёного, изобретателя и бизнесмена шотландского происхождения, одного из основоположников телефонии, Александра Грэма Белла (1847—1922) и утверждено Международным астрономическим союзом в 1970 г. Образование кратера относится к донектарскому или нектарскому периоду.

## Описание кратера
Ближайшими соседями кратера являются кратер Беркнер на западе-северо-западе; кратер Лауэ на севере; кратер Бартельс на востоке-северо-востоке; кратер Мозли на востоке; кратер Эйнштейн на юго-востоке; кратеры Хелберг и Робертсон на западе. Селенографические координаты центра кратера 21°59′ с. ш. 96°32′ з. д. / 21,98° с. ш. 96,53° з. д., диаметр 86,3 км, глубина 2.8 км.
Вал кратера значительно разрушен и переформирован последующими импактами. Высота вала над окружающей местностью составляет 1400 м. Юго-западная часть вала перекрыта сателлитным кратером Белл Q, восточная и северная части вала отмечена несколькими мелкими кратерами. Дно чаши кратера сравнительно ровное, просматриваются остатки центрального пика. Несколько восточнее центра чаши располагается концентрический сателлитный кратер Белл Е. 
В районе кратера видны слабые следы лучей от кратера Ом находящегося в 500 км западнее.

## Сателлитные кратеры

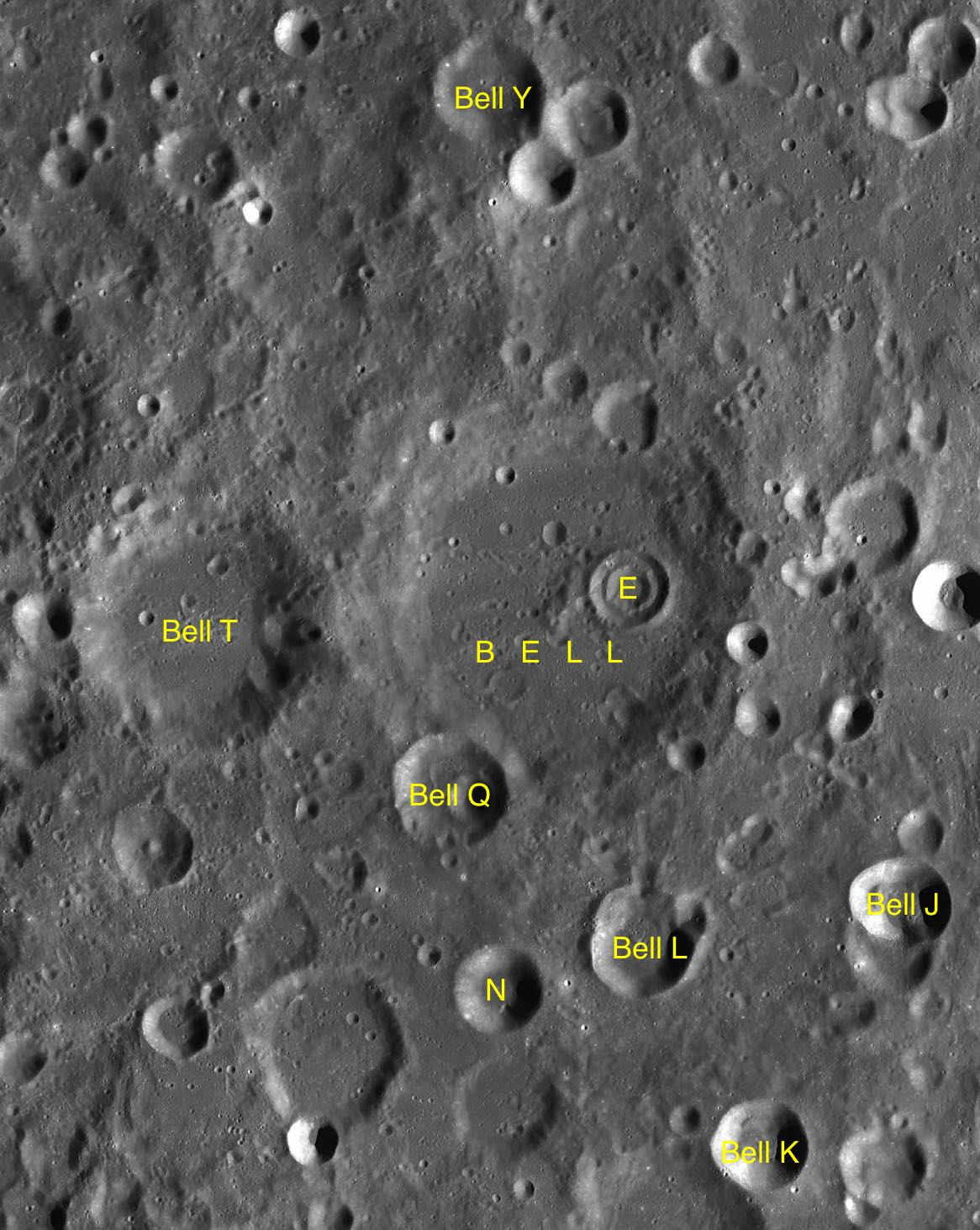
Фрагмент карты LAC-54.

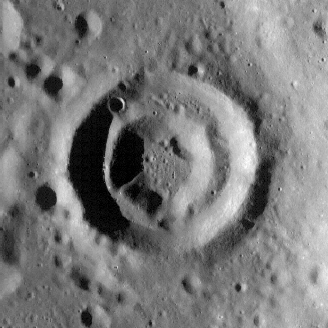
Сателлитный кратер Белл E. Снимок зонда Lunar Reconnaissance Orbiter.

| Белл | Координаты                                            | Диаметр, км |
| ---- | ----------------------------------------------------- | ----------- |
| E    | 22°04′ с. ш. 95°56′ з. д. / 22,06° с. ш. 95,94° з. д. | 15,9        |
| J    | 19°53′ с. ш. 94°07′ з. д. / 19,88° с. ш. 94,12° з. д. | 19,7        |
| K    | 18°20′ с. ш. 95°10′ з. д. / 18,34° с. ш. 95,17° з. д. | 19,0        |
| L    | 19°43′ с. ш. 95°56′ з. д. / 19,71° с. ш. 95,94° з. д. | 22,1        |
| N    | 19°26′ с. ш. 96°58′ з. д. / 19,43° с. ш. 96,97° з. д. | 17,7        |
| Q    | 20°44′ с. ш. 97°16′ з. д. / 20,74° с. ш. 97,26° з. д. | 22,9        |
| T    | 21°55′ с. ш. 99°02′ з. д. / 21,91° с. ш. 99,04° з. д. | 52,2        |
| Y    | 25°25′ с. ш. 96°50′ з. д. / 25,41° с. ш. 96,84° з. д. | 23,0        |

## См.также
- Список кратеров на Луне
- Лунный кратер
- Морфологический каталог кратеров Луны
- Планетная номенклатура
- Селенография
- Минералогия Луны
- Геология Луны
- Поздняя тяжёлая бомбардировка